# Stadt, Land, Mord!
Stadt, Land, Mord! ist eine deutschsprachige Krimi-Fernsehserie, die auf Sat.1 und im ORF ausgestrahlt wurde. Sie spielt im bayerischen Markt Murnau am Staffelsee. Die Produktion der Serie wurde 2007 wegen zu geringer Einschaltquoten eingestellt.

## Produktion
Anfangs sollten fünf Folgen à 90-Minuten ausgestrahlt werden. Insgesamt wurden acht Folgen der Serie in zwei Staffeln ausgestrahlt.
In der ersten Folge hatten Ottfried Fischer und Ruth Drexel in ihren aus der Serie Der Bulle von Tölz bekannten Rollen Benno bzw. Resi Berghammer einen Gastauftritt.

## Figuren
Die in Murnau verübten Verbrechen werden von Kommissar Mark Brenner und seiner Kollegin Rebecca Lerchinger aufgeklärt. Hierbei bekommen sie Hilfe von Gerichtsmediziner Dr. Siegfried „Sigi“ Jahn sowie Staatsanwalt Dr. Benedikt Mayerle. Mit diesem hat Rebecca eine Affäre. Mark hingegen befindet sich mitten in der Scheidung von seiner Frau Anette, mit der er einen Sohn hat. Dessen Patenonkel und Marks Lieblingsfeind, Josef Frebert, mischt sich ständig in die Scheidung ein, ist er doch Anettes Anwalt.
Mark Brenner
Er ist Hauptkommissar, Ende 30 und Chef des Reviers. Häufig tritt er sehr egoistisch und selbstbewusst auf. Doch wie hinter jeder rauen Schale verbirgt sich auch in ihm ein weicher Kern. In der ersten Staffel steht zunächst im Mittelpunkt seines Privatlebens die Scheidung von seiner Frau Anette, Bürgermeisterin in Murnau, Ärztin und Mutter. Für ihren gemeinsamen Sohn Jonas ist dies zunächst schwer, doch mit der Zeit gewöhnt er sich daran. Mark und Dr. Mayerle, der Staatsanwalt, sind bisher noch nicht richtig warm miteinander geworden. In den Augen des Hauptkommissars ist dieser nichts weiter als ein Korinthenkacker.
Rebecca Lerchinger
Sie ist Ende 20 und die rechte Hand von Hauptkommissar Brenner. Die beiden geben zusammen ein sehr hartnäckiges und cleveres Duo, das jeden Fall löst. Mark scheucht sie oft herum, was die vorlaute Murnauerin sich jedoch nicht immer gefallen lässt. Sie hat eine Affäre mit Staatsanwalt Dr. Mayerle. Auch wenn sie sich mehr von ihrer Beziehung erhofft, bleibt es zunächst einmal bei den abendlichen Rendezvous in den eigenen vier Wänden. In der zweiten Staffel beginnt sich das Verhältnis zwischen den beiden in Richtung Liebe zu entwickeln, obwohl Dr. Mayerle seinem Image nicht schaden will und die Beziehung weiterhin geheim bleibt.

## Einschaltquoten
Die erste Folge wurde am 18. Oktober 2006 gesendet. Diese verfolgte insgesamt 3,31 Millionen Zuschauer bei 12,9 Prozent Marktanteil. In der Gruppe der werberelevanten Zielgruppe waren es 1,28 Millionen Zuschauer (11,8 Prozent Marktanteil). Am 16. April 2007 sahen 2,59 Millionen Zuschauer bei 8,8 Prozent Marktanteil zu. Der Marktanteil in der Gruppe der 14- bis 49-Jährigen lag bei 9,5 Prozent.